# Le Brethon
Le Brethon ist eine französische Gemeinde mit 324 Einwohnern (Stand: 1. Januar 2022) in der Region Auvergne-Rhône-Alpes im Département Allier, im Arrondissement Montluçon und im Kanton Huriel.

## Geographie
Le Brethon liegt etwa 27 Kilometer nordnordöstlich von Montluçon. An der östlichen Gemeindegrenze verläuft der Fluss Sologne.

### Nachbargemeinden
Umgeben ist Le Brethon  von den Nachbargemeinden Meaulne-Vitray im Nordwesten und Norden, Saint-Bonnet-Tronçais im Norden, Cérilly im Nordosten und Osten, Le Vilhain im Osten und Südosten, Saint-Caprais im Südosten und Süden, Hérisson im Süden, Vallon-en-Sully im Südwesten und Westen sowie Meaulne im Westen.

## Bevölkerungsentwicklung
| Jahr      | 1962 | 1968 | 1975 | 1982 | 1990 | 1999 | 2006 | 2012 | 2019 |
| Einwohner | 731  | 582  | 545  | 481  | 395  | 352  | 340  | 347  | 319  |

## Sehenswürdigkeiten
Siehe auch: Liste der Monuments historiques in Le Brethon
- Kirche Saint-Pierre aus dem 13. Jahrhundert
- Kapelle Sainte-Marie-Madeleine bzw. Saint-Mayeul in La Bouteille aus dem 11./12. Jahrhundert

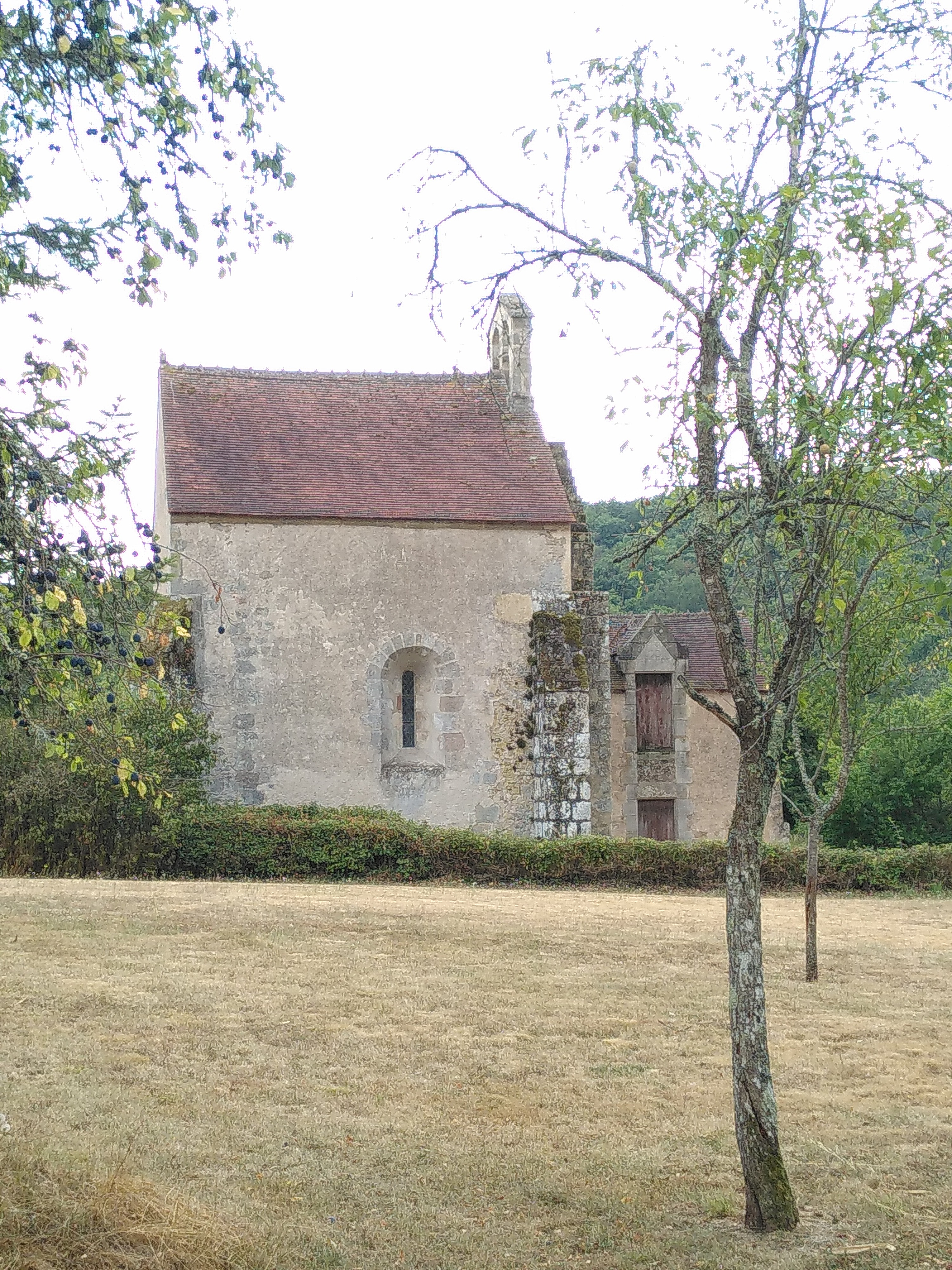
Kapelle Saint-Mayeul des ehemaligen Priorats La Bouteille